# Isles-les-Meldeuses

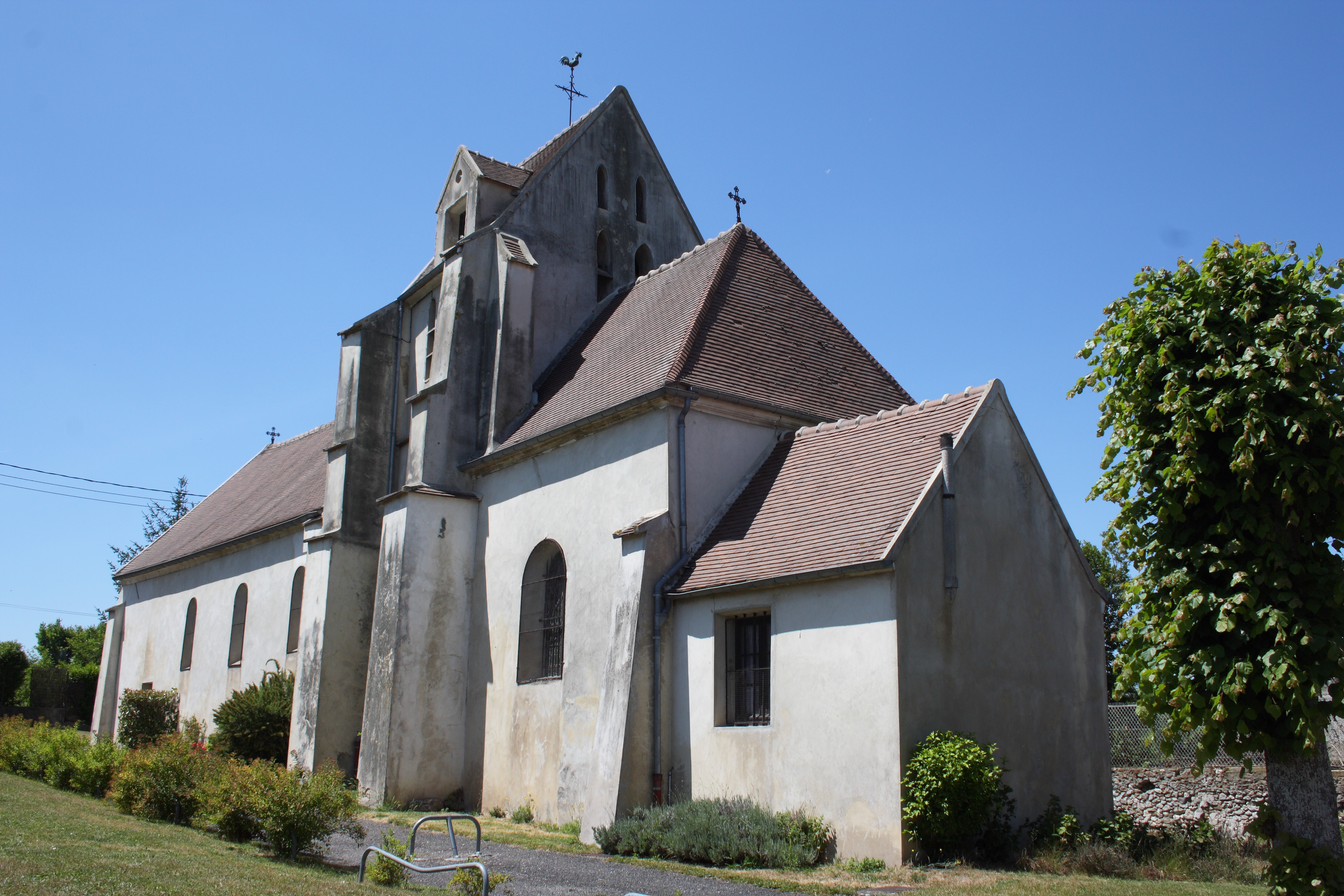
Kerk

Isles-les-Meldeuses is een gemeente in het Franse departement Seine-et-Marne (regio Île-de-France) en telt 602 inwoners (1999). De plaats maakt deel uit van het arrondissement Meaux.

## Geografie
De oppervlakte van Isles-les-Meldeuses bedraagt 6,9 km², de bevolkingsdichtheid is 87,2 inwoners per km².
De onderstaande kaart toont de ligging van Isles-les-Meldeuses met de belangrijkste infrastructuur en aangrenzende gemeenten.

## Demografie
Onderstaande figuur toont het verloop van het inwonertal (bron: INSEE-tellingen).